# 30050 Emilypang
30050 Emilypang è un asteroide della fascia principale. Scoperto nel 2000, presenta un'orbita caratterizzata da un semiasse maggiore pari a 2,2968280 UA e da un'eccentricità di 0,1271767, inclinata di 6,29213° rispetto all'eclittica.